# De Brokkenmakers
De Brokkenmakers (Frans: Les Casseurs of Al & Brock)  is een Belgische stripreeks van scenarist André-Paul Duchâteau en tekenaar Christian Denayer. Hoofdpersonen zijn een team van twee rechercheurs uit San Francisco, Alcibiade "Al" Russel en Petrus "Brock" Brockowsky. De serie is geïnspireerd op de televisieserie Starsky and Hutch. De serie kenmerkt zich door tekeningen van spectaculair uitgevoerde Amerikaanse auto's, trucks, motoren en andere voertuigen die in elkaar worden gereden.
De reeks kende een voorpublicatie in het weekblad Kuifje en werd in album uitgegeven door Lombard. De Nederlandstalige albumreeks startte in 1977. In 1994 verscheen het 21e deel.

## Albums
1. Hoogspanning
2. Sabotage in Fort-Tempest
3. Operatie Mammoet
4. De brokkenmakers tegen... de brokkenmakers
5. De helse corrida
6. Ups en Downs in San Francisco
7. De alligatorpoel
8. Florida connectie
9. Trein naar de hel
10. Big Mama
11. Big Mama II
12. Een super smeris
13. Kidnapping in flash-back
14. Het vervloekte konvooi
15. Achtervolgingsmatch
16. Het uur van de haai
17. Speciaal Commando
18. Missie in het Oostblok
19. Black Out
20. Cross Fire
21. Hollywood double-face